# ویلاما
ویلاما (به لاتین: Villamaa) یک منطقهٔ مسکونی در استونی است که در شهرستان هیو واقع شده‌است.